# Маркировка угля
Маркировка угля — классификация по качеству с целью промышленного использования угля.
Угли подразделяются на марки и технологические группы; в основу такого подразделения положены параметры, характеризующие поведение углей в процессе термического воздействия на них. Российская классификация отличается от западной.
Приблизительно качество угля определяется по цвету черты на фарфоровой пластинке.

## Российская классификация
| Марки угля           | Буквенное обозначение марок | Выход летучих веществ Vг, % | содержание углерода Сг, % | теплота сгорания Qгб, ккал/кг |
| -------------------- | --------------------------- | --------------------------- | ------------------------- | ----------------------------- |
| Бурые                | Б                           | 41 и более                  | <76                       | 6900-7500                     |
| Длиннопламенные      | Д                           | >39                         | 76                        | 7500-8000                     |
| Газовые              | Г                           | 36                          | 83                        | 7900-8600                     |
| Жирные               | Ж                           | 30                          | 86                        | 8300-8700                     |
| Коксовые             | К                           | 20                          | 88                        | 8400-8700                     |
| Отощённо-спекающиеся | ОС                          | 15                          | 89                        | 8450-8780                     |
| Тощие                | Т                           | 12                          | 90                        | 7300-8750                     |
| Антрациты            | А                           | менее 8                     | >91                       | 8100-8750                     |

Кроме указанных в таблице, в некоторых бассейнах выделяются промежуточные марки:
- газовые жирные (ГЖ)
- коксовые жирные (КЖ)
- коксовые вторые (K2)
- слабоспекающиеся (СС)

| Марки угля       | Буквенное обозначение марок | Выход летучих веществ Vг, % | содержание углерода Сг, % | теплота сгорания Qгб, ккал/кг |
| ---------------- | --------------------------- | --------------------------- | ------------------------- | ----------------------------- |
| Газовые жирные   | ГЖ                          | 36 и более                  | 84                        | 5400-7400                     |
| Коксовые жирные  | КЖ                          | >25                         | 87                        | 8450                          |
| Коксовые вторые  | К2                          | 20                          | 88                        | 8400-8900                     |
| Слабоспекающиеся | СС                          | 27                          | 82                        | 5600-8000                     |

Угли подразделяются на технологические группы по спекающей способности;
для указания технологической группы к буквенному обозначению марки прибавляется цифра, указывающая низшее значение толщины пластического слоя в данных углях, например Г6, Г17, КЖ14 и т.п.
По размеру получаемых при добыче кусков каменный уголь методом грохочения разделяется на фракции и классифицируется на:
- П — (плита) более 100 мм
- К — (крупный) 50—100 мм
- О — (орех) 25—50 мм
- М — (мелкий) 13—25 мм
- С — (семечка) 6—13 мм
- Ш — (штыб) 0—6 мм
- Р — (рядовой) шахтный 0—200 мм, карьерный 0—300 мм[2]

Марки угля Д и Г могут гореть без поддува, эта их особенность позволяет использовать уголь в котельных. А уголь СС, Т или ОС может использоваться для получения электроэнергии. Марки Г и Ж, как правило, применяют в чёрной металлургии.
Витринитовые малозольные газовые угли марки Г являются хорошим сырьём для производства синтетического жидкого топлива. Фюзинитовые газовые угли группы 1ГЖО (газовый жирный отощённый) подгруппы 1ГЖОФ могут использоваться в коммунально-бытовом и энергетическом секторах.

## Другие классификации
Немецкая классификация на основании процентного содержания элементов.
| Российский аналог           | Немецкое название | Летучие вещества %            | C Углерод % | H Водород % | O Кислород % | S Сера % | теплота сгорания Qгб, кДж/кг |
| --------------------------- | ----------------- | ----------------------------- | ----------- | ----------- | ------------ | -------- | ---------------------------- |
| Бурые (лигниты)             | Braunkohle        | 45—65                         | 60—75       | 6,0—5,8     | 34—17        | 0,5—3    | <28470                       |
| Длиннопламенные             | Flammkohle        | 40—45                         | 75—82       | 6,0—5,8     | >9,8         | ~1       | <32870                       |
| Длиннопламенно-газовые (ДГ) | Gasflammkohle     | 35—40                         | 82—85       | 5,8—5,6     | 9,8—7,3      | ~1       | <33910                       |
| Газовые                     | Gaskohle          | 28—35                         | 85—87,5     | 5,6—5,0     | 7,3—4,5      | ~1       | <34960                       |
| Жирные                      | Fettkohle         | 19—28                         | 87,5—89,5   | 5,0—4,5     | 4,5—3,2      | ~1       | <35380                       |
| Паровичные спекающиеся      | Eßkohle           | 14—19                         | 89,5—90,5   | 4,5—4,0     | 3,2—2,8      | ~1       | <35380                       |
| Тощие                       | Magerkohle        | 10—14                         | 90,5—91,5   | 4,0—3,75    | 2,8—3,5      | ~1       | 35380                        |
| Антрациты                   | Anthrazit         | 7—12                          | >91,5       | <3,75       | <2,5         | ~1       | <35300                       |
|                             |                   | Процентное содержание по весу |             |             |              |          |                              |

Средние шесть строк в немецкой классификации представляют собой переход от суббитуминозного к битуминозному (каменному) углю. В США антрацитом считается уголь с содержанием летучих веществ менее 6 %.